# 2279 Barto
2279 Barto је астероид главног астероидног појаса. Приближан пречник астероида је 15,53 ,
а средња удаљеност астероида од Сунца износи 2,457 астрономских јединица (АЈ).
Инклинација (нагиб) орбите у односу на раван еклиптике је 2,981 степени, а орбитални период износи 1407,572 дана (3,853 године). Ексцентрицитет орбите астероида износи 0,159.
Апсолутна магнитуда астероида износи 12,97 а геометријски албедо 0,047.
Астероид је откривен 25. фебруара 1968. године.